# Jørgen Thygesen Brahe
Jørgen Thygesen Brahe, född 1515, död 1565, var en dansk militär.
Brahe var en av Skånes största jordägare. Han utmärkte sig i nordiska sjuårskriget såsom sjökrigare både vid Öland 1564, där han i förening med Otte Rud tog skeppet Makalös, och sjöslaget vid Bornholm 1565. Han tog till sig sin brorson Tyge som litet barn och sörjde för hans utbildning. Senare samma år räddade han kung Fredrik II av Danmark, men dog själv efteråt i sviterna av sitt bad.